# Silistra Knoll
Der Silistra Knoll (englisch; bulgarisch връх Силистра wrach Silistra) ist ein über 700 m hoher Berg auf der Livingston-Insel im Archipel der Südlichen Shetlandinseln. Im Levski Ridge der Tangra Mountains ragt er 1,85 km westsüdwestlich des Serdica Peak, 2,8 km südlich des Levski Peak und 1,95 km nordöstlich des Hauptgipfels des Peshev Ridge auf.
Die bulgarische Kommission für Antarktische Geographische Namen benannte den Berg 2002 nach der Hafenstadt Silistra im Nordosten Bulgariens.